# Rous
Pour les articles homonymes, voir Rous (homonymie).
Rous est une localité australienne située dans la zone d'administration locale du comté de Ballina, dans la région des Rivières du Nord dans l'État de Nouvelle-Galles du Sud, en Australie.
Rous est située à 20 km à l'ouest de Ballina, au sud de Wollongbar, au nord de Meerschaum Vale, à l'ouest d'Alstonville et à l'est de la Lismore.
La population s'élevait à 227 habitants en 2016.